# Folla (Glomma)
Die Folla („die Breite“) ist der drittgrößte Nebenfluss der Glomma. Sie fließt durch die norwegische Provinz Innlandet.
Die Folla hat ihren Ursprung in etwa 950 m Höhe südlich des Dovrefjell. Von dort fließt sie in nordöstlicher Richtung durch das Fokstumyra Naturreservat, durch die Seen Vålåsjøen und Avsjøen bis nach Hjerkinn in der Kommune Dovre. Hier wendet sie sich nach Osten und durchfließt das Tal Folldalen, durch die Kommunen Folldal und Alvdal, und mündet schließlich nahe der Ortschaft Alvdal von rechts in die Glomma.
Nebenflüsse der Folla sind Gautåi, Kvita, Depla, Grimsa, Kakella, Einunna und Sølna.

## Umweltverschmutzung

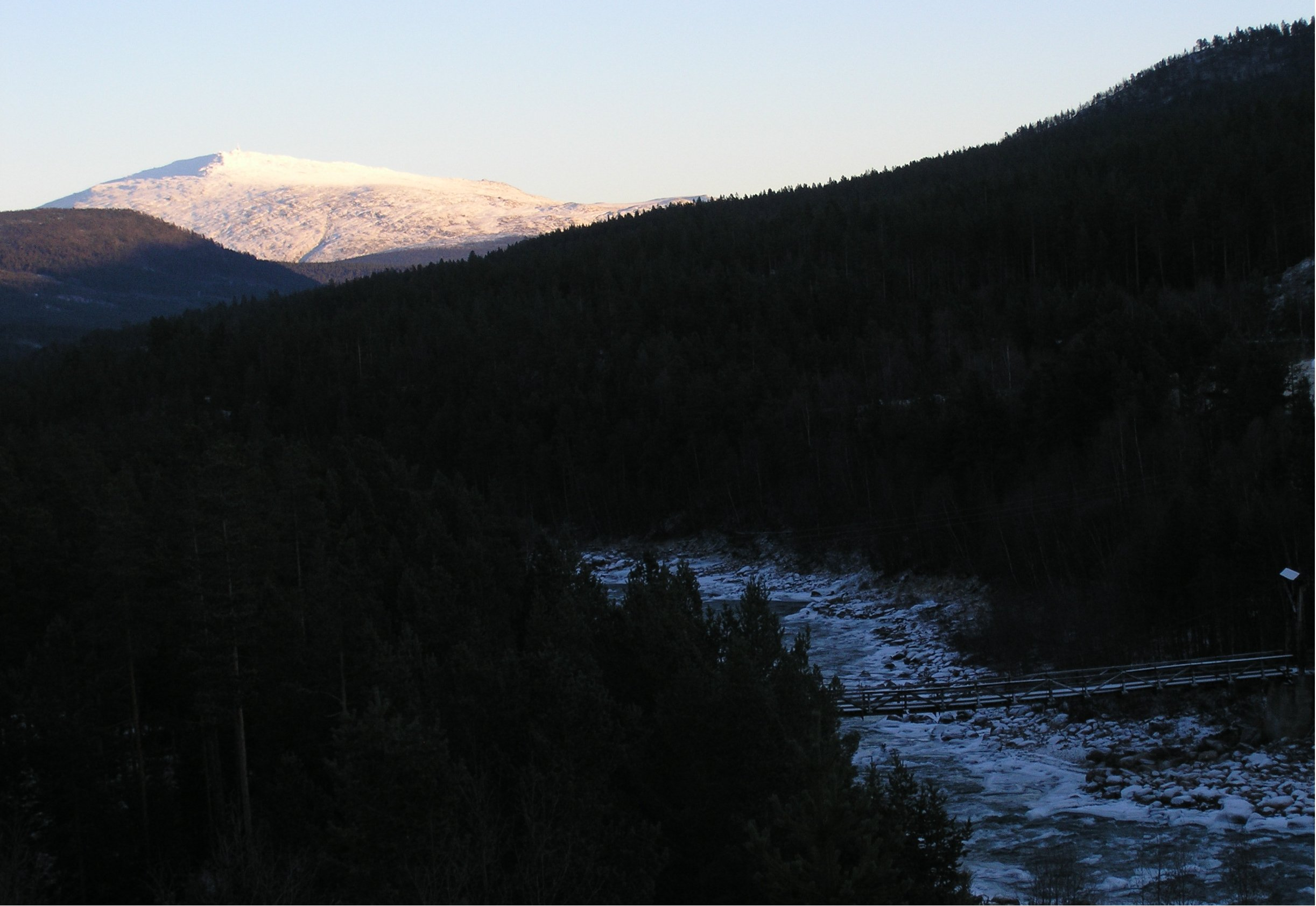
Folla im unteren Folldal. Tronfjell im Hintergrund.

Die Folla ist stark mit Schwermetallen (vor allem Kupfer, Zink und Cadmium) aus stillgelegten Kupferminen kontaminiert. Auf dem 10 km langen Abschnitt vom Zentrum von Folldal bis zur Einmündung der Grimsa ist die Konzentration von Schwermetallen so groß, dass dort Fische nicht langfristig überleben können.